# Enric Valor i Vives
Enric Valor i Vives (Castalla, 22 agosto 1911 – Valencia, 13 gennaio 2000) è stato uno scrittore spagnolo.

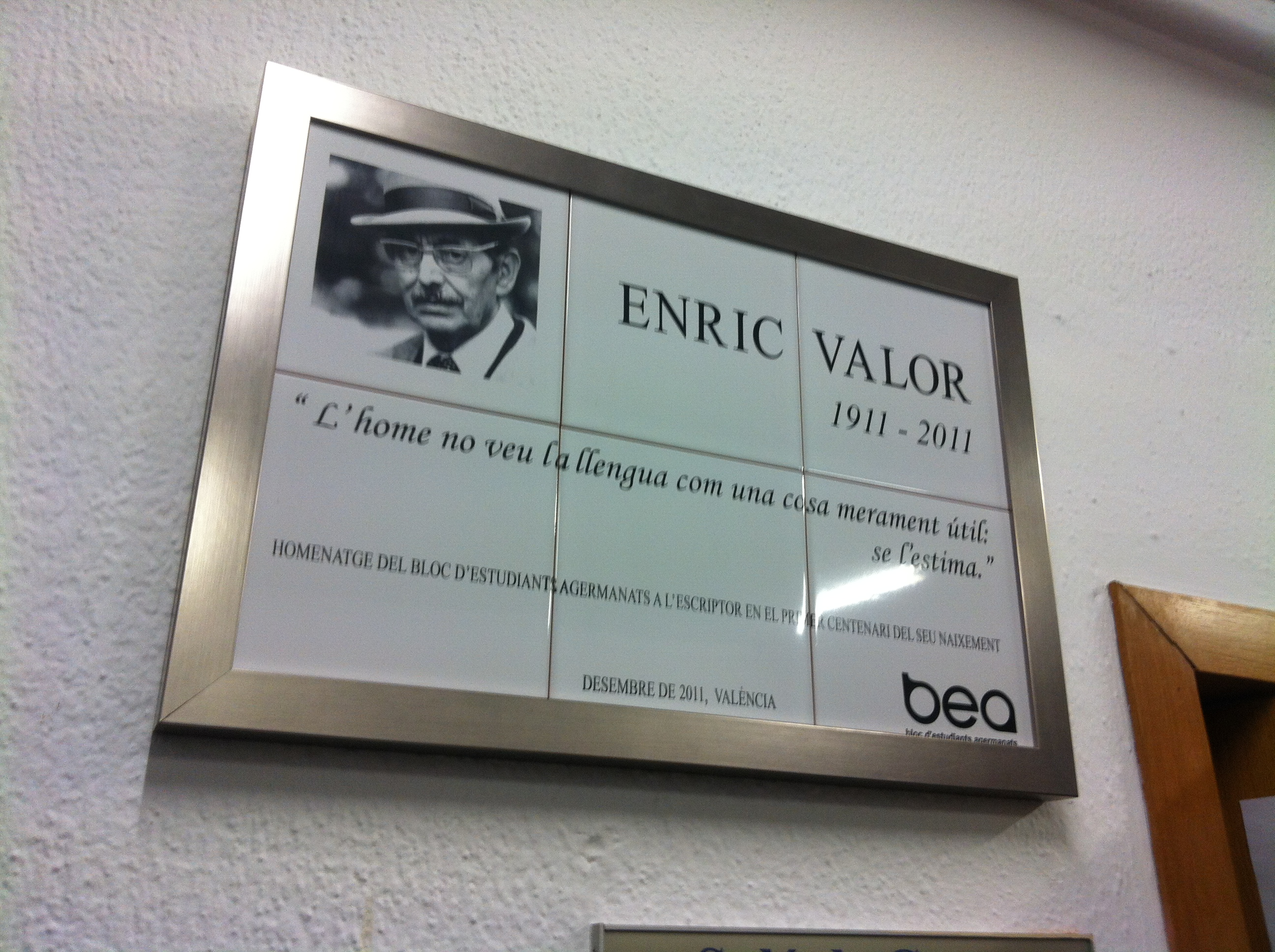

È stato tra coloro che hanno dato un contributo fondamentale al recupero e alla riorganizzazione della lessicografia valenciana e, inoltre, uno dei maggiori promotori della standardizzazione del catalano nel territorio valenciano, in Spagna.

## Biografia
Enric Valor nasce nel 1911, figlio di una famiglia benestante di Castalla, nella contea valenciana di l'Alcoià. Nel 1930, all'età di diciannove anni, diventa giornalista ad Alicante, scrivendo in valenciano per il giornale satirico El Tio Cuc. Durante la Seconda Repubblica Spagnola è attivo anche come politico. La sua principale battaglia è per uno status autonomo del Paese Valenciano. In questo periodo lavora inoltre per quotidiani nazionalisti della città di Valencia: La República de les Lletres, El Camí, El País Valencià. Allo scoppio della Guerra Civile Spagnola appoggia la repubblica.
Dopo la guerra riduce la sua attività politica per concentrarsi sulla letteratura. All'inizio degli anni cinquanta inizia a pubblicare le "rondalles", un tipo di racconto popolare valenciano, che appare in Rondalles valencianes (1950-1958). Durante gli anni sessanta ritorna ad un'attività politica sotterranea a favore del nazionalismo valenciano e, come risultato, diventa prigioniero politico della dittatura di Francisco Franco dal 1966 al 1968. Una volta uscito di prigione, per usare le sue parole, "nessuna lezione è stata appresa", egli fonda quello che è tra i primissimi periodici in valenciano del periodo post-bellico; Gorg ("Gorgo", in catalano). Quando termina la dittatura di Franco, Enric Valor riesce a diffondere liberamente le sue opinioni e le sue opere letterarie. Inizia ad essere onorato con molti importanti premi letterari e linguistici da tutti i paesi di lingua catalana. Durante gli anni novanta si ha un movimento interno alla società e ai gruppi culturali valenciani per proporre Valor come candidato per il Premio Nobel per la letteratura, ma egli muore all'improvviso nel 2000. Oggi, diverse vie, piazze, scuole e associazioni in tutta la Comunità Valenciana sono a lui intitolate.

## Opere linguistiche
Il suo primo lavoro linguistico compare nel settimanale El Tio Cuc edito ad Alicante, che era scritto in un catalano "spagnoleggiante", e con alcuni errori ortografici, ma gradualmente Valor inizia ad incorporare nei suoi scritti le lezioni di ortografia e grammatica. Egli contribuisce inoltre allo sviluppo di un Dizionario Catalano-Valenciano-Balearico (un dizionario intradialettale catalano), che includeva anche un vocabolario del valenciano meridionale, sotto la direzione di Francesc de Borja Moll. Come Carles Salvador e Sanchis Guarner, è stato uno dei principali promotori della standardizzazione del catalano nel Paese Valenciano, dove era diffusa la grammatica di Pompeu Fabra, attraverso opere come Curs de la llengua valenciana (Gorg, 1961), Millorem el llenguatge (1971), e Curso medio de gramática catalana referida especialmente al País Valenciano (1973).
Nel 1983 pubblica La flexió verbal dove mette ordine tra i verbi valenciani ampiamente dialettizzati. Questo lavoro diviene il riferimento principale per l'uso normativo dei verbi, ed è utilizzato come materiale essenziale d'insegnamento per gli studenti valenciani. Oltre a ciò, si deve notare la ricca lessicografia derivabile dalle sue opere letterarie, specialmente dai rondalles, che raccolgono lessico e leggende di molti paesi valenciani.

## Opere letterarie
la sua opera più nota è Rondalles valencianes (1950-1958), dove 36 racconti popolari valenciani vengono raccolti come narrazione letteraria. Altre opere con uno stile simile sono Narracions de la Foia de Castalla (1953), e Meravelles i picardies (1964-1970). Il suo primo romanzo è stato L'ambició d'Aleix, iniziato tra gli anni quaranta e '50, ma riscritto fino alla sua pubblicazione nel 1960. Forse la sua opera narrativa più importante è il Cicle de Cassana che è composto da tre romanzi: Sense la terra promesa (1960), Temps de batuda (1983), ae Enllà de l'horitzó (1991). La trilogia del Cicle de Cassana mira alla riconquista della memoria collettiva del periodo tra il 1916 e il 1939, che era stato represso e tenuto nascosto a causa della dittatura. nel 1982 pubblica La idea de l'emigrant.

## Premi e riconoscimenti
- 1983, Premio Sanchis Guarner (Premi Sanchis Guarner), del Consiglio Provinciale di Valencia.
- 1985, Premio delle Lettere Valenciane (Premi de les Lletres Valencianes) del Consiglio Cittadino di Valencia.
- 1986, Membro del Dipartimento di Filologia dell'Institut d'Estudis Catalans.
- 1987, Premio d'onore delle Lettere Catalane (Premi d'Honor de les Lletres Catalanes) dell'Òmnium Cultural de Barcelona.
- 1987, Membro del Collegio dei Consiglieri dell'Istituto Intrauniversitario di Filologia Valenciana (Institut Interuniversitari de Filologia Valenciana).
- 1993, Dottore Honoris Causa dell'Università di Valencia.
- 1993, Croce di San Giorgio (Creu de Sant Jordi) della Generalitat de Catalunya.
- 1996, Miquelet d'Honor della Societat Coral El Micalet, di Valencia.
- 1997, Premi Cavanilles dall'Istituto Valenciano di Escursionismo e Natura (Institut Valencià d'Excursionisme i Natura).
- 1998, Dottore Honoris Causa dell'Università delle Isole Baleari.
- 1999, Dottore Honoris Causa dell'Università Jaume I di Castelló.
- 1999, Dottore Honoris Causa dell'Università di Alicante.
- 1999, Dottore Honoris Causa dell'Università politecnica di Valencia.